# Ralph Jätzold
Ralph Jätzold (* 6. Dezember 1933 in Leipzig; † 22. Dezember 2020 in Trier) war ein deutscher Geograph und Hochschullehrer. Seine Hauptforschungsgebiete waren die Trockengebiete der Welt, insbesondere Ostafrika.

## Leben
Ralph Jätzold studierte nach der Flucht aus der ehemaligen DDR Volkswirtschaft, Biologie, Chemie und Geographie an den Universitäten Tübingen und Kiel. 1958 legte er das Staatsexamen für das Lehramt an Gymnasien für die Fächer Biologie, Chemie und Geographie ab. Anschließend wurde er Assistent von Josef Schmithüsen am Geographischen Institut der Technischen Hochschule Karlsruhe.
1959 wechselte er nach Tübingen als Assistent von Herbert Wilhelmy und promovierte im selben Jahr dort zum Dr. rer. nat. Basierend auf ersten längeren Forschungsreisen nach Ostafrika (Tansania) 1963 und 1965 (angeregt durch seinen Doktorvater, den Tübinger Geographen Hermann von Wissmann, Sohn des Afrikaforschers und ehemaligen Gouverneurs von Deutsch-Ostafrika) habilitierte er sich 1966 über „Die wirtschaftsgeographische Struktur von Südtansania“.
Von 1966 bis 1969 war er wissenschaftlicher Rat und apl. Prof. für Wirtschaftsgeographie an der Universität Heidelberg; von 1969 bis 1970 vertrat er die Professur für Biogeographie an der Universität Saarbrücken.
Im Wintersemester 1970/71 wurde er auf den Lehrstuhl für Kulturgeographie (später Kultur- und Regionalgeographie) der neu gegründeten Universität-Trier-Kaiserslautern nach Trier berufen, wo er bis zu seiner Emeritierung 1999 tätig war.
Neben seinen Arbeiten zum Natur- und Kulturraum der Großregion Trier lag sein primärer Forschungsschwerpunkt von Anfang an bis über den Zeitpunkt seiner Emeritierung hinaus in Ostafrika (vor allem Kenia), wo er mit dem Farm Management Handbook of Kenya zusammen mit der kenianischen Agrarforschung und im Auftrag der Deutschen Gesellschaft für Internationale Zusammenarbeit (GIZ) die erfolgreiche Planungsgrundlage für die moderne Agrarwirtschaft Kenias schuf (1. Auflage 1982/83, 2. überarbeitete Neuauflage 2005–2012) – aufbauend auf dem für die Fachdisziplin innovativen methodischen Konzept der Agroökologischen Zonierung der Tropen.
1974 gründete Ralph Jätzold die Geographische Gesellschaft Trier, deren Ehrenvorsitzender er 1989 wurde.
Neben ungezählten Forschungsaufenthalten in Afrika unternahm er im Rahmen seiner Forschungen in den Trockengebieten der Erde weitere zahlreiche Forschungsreisen nach Südamerika (Chile, Argentinien, Peru), Nordamerika (Alaska), Australien, China und Zentralasien.

## Veröffentlichungen (Auswahl)
- Aride und humide Jahreszeiten in Nordamerika. (= Stuttgarter Geographische Arbeiten. Heft 71). Stuttgart 1961.
- Klimageographie Ostafrika: Kenya, Uganda, Tanzania. Klimatypen der Tropen. Afrika Kartenwerk, Herausgegeben von der Deutschen Forschungsgemeinschaft, Gebr. Borntraeger, Berlin/Stuttgart 1981, ISBN 3-443-28321-7.
- Sehenswerte Ensembles der „guten alten Zeit“ in Trier. Weyand Druck, Trier 1998, ISBN 3-924631-79-4.
- Farm Management Handbook of Kenya. 2. Auflage. 7 Volumes. GIZ/MoA Nairobi 2005–2012.
- mit Berthold Hornetz: Savannen-, Steppen- und Wüstenzonen. Westermann Verlag, Braunschweig 2003, ISBN 3-14-160315-4.
- Inside Africa. (= Materialien zur Ostafrika-Forschung. Sonderheft 2). GGT, Trier 2014, ISBN 978-3-921599-59-4.
- Agroklimatische Forschungen in Kenya. (= Materialien zur Ostafrika-Forschung. Sonderheft 3). GGT, Trier 2021, ISBN 978-3-931599-41-9.